# Pro14 2020-2021
Il Pro14 2020-21 fu la 4ª edizione della competizione transnazionale di rugby a 15 per club delle federazioni gallese, irlandese, italiana, scozzese e sudafricana, nonché la 20ª assoluta dalla sua istituzione.
Si tenne dal 2 ottobre 2020 al 27 marzo 2021 tra 12 squadre che si incontrarono nella stagione regolare con la formula a due gironi che avrebbero dovuto esprimere le due squadre per la finale.
Per l'ultima stagione, il torneo fu noto con il nome commerciale di Guinness Pro14 a seguito di accordo con Diageo, la multinazionale britannica proprietaria del marchio di birra Guinness stipulato nel 2014 e giunto a scadenza nel 2021.
Rispetto alle tre edizioni precedenti, e nonostante il nome, la formazione di partenza del torneo fu a 12 squadre perché alle due sudafricane fu di fatto impossibile giocare a causa delle restrizioni ai viaggi imposte dalle norme a contrasto della pandemia di COVID-19.
Per la quarta volta consecutiva, e ottava assoluta, il trofeo finale andò al Leinster che, nella finale di Dublino, sconfisse la connazionale Munster per 16-6.
Il valore delle marcature, come stabilito da World Rugby nel 2017, è: 5 punti per ciascuna meta (7 se trasformata), 7 punti per la meta tecnica, 3 punti per la realizzazione di ciascun calcio piazzato, idem per il drop.

## Formula
La composizione dei due gironi nella prima fase del torneo fu la stessa di quella dell'anno precedente, con l'eccezione dell'assenza della squadra sudafricana in ciascun girone; per effetto di ciò ogni girone contava due franchigie gallesi, altrettante irlandesi, e una italiana e scozzese ciascuna.
La fase a gironi del torneo si svolse nel modo seguente:
- le squadre di ogni girone si incontrarono tra di loro in gara di andata e ritorno (10 gare ciascuna);
- ogni squadra di un girone affrontò in gara di sola andata tutte quelle dell'altro girone (6 gare ciascuna);

Al termine della fase a gironi ogni squadra disputò quindi 21 incontri.
Per motivi contingenti, non si procedette alla disputa delle semifinali: la finale fu disputata dalle due squadre vincitrici di ciascun girone.
Per quanto riguarda altresì la qualificazione alle Coppe europee, non si procedette ad alcun incontro di spareggio: a qualificarsi per la Champions Cup della stagione successiva furono le migliori quattro di ogni girone; le altre quattro furono destinate alla Challenge Cup.
Per la prima volta nella storia della competizione furono previste gare il lunedì sera.

## Squadre partecipanti
| Galles        | Irlanda  | Italia   | Scozia           |
| Girone A      | Girone A | Girone A | Girone A         |
| ------------- | -------- | -------- | ---------------- |
| Dragons       | Leinster | Zebre    | Glasgow Warriors |
| Ospreys       | Ulster   |          |                  |
| Girone B      |          |          |                  |
| Cardiff Rugby | Connacht | Benetton | Edimburgo        |
| Scarlets      | Munster  |          |                  |

## Fase a gironi

### Risultati
|            | 1ª giornata               |       |
| ---------- | ------------------------- | ----- |
| 2-10-2020  | Zebre — Cardiff Blues     | 6-16  |
| 2-10-2020  | Leinster — Dragons        | 35-5  |
| 2-10-2020  | Ulster — Benetton         | 35-24 |
| 3-10-2020  | Scarlets — Munster        | 27-30 |
| 3-10-2020  | Connacht — Glasgow        | 28-24 |
| 3-10-2020  | Edimburgo — Ospreys       | 10-25 |
|            |                           |       |
|            | 4ª giornata               |       |
| 1-11-2020  | Dragons — Munster         | 16-28 |
| 1-11-2020  | Scarlets — Edimburgo      | 3-6   |
| 2-11-2020  | Cardiff Blues — Ulster    | 7-11  |
| 2-11-2020  | Zebre — Ospreys           | 23-17 |
| 2-11-2020  | Glasgow — Leinster        | 19-32 |
| 4-12-2020  | Connacht — Benetton       | 31-14 |
|            |                           |       |
|            | 7ª giornata               |       |
| 22-11-2020 | Ospreys — Benetton        | 24-22 |
| 22-11-2020 | Zebre — Connacht          | 12-47 |
| 22-11-2020 | Leinster — Cardiff Blues  | 40-5  |
| 22-11-2020 | Ulster — Scarlets         | 26-24 |
| 23-11-2020 | Glasgow — Munster         | 13-27 |
| 12-2-2021  | Dragons — Edimburgo       | n/a   |
|            |                           |       |
|            | 10ª giornata              |       |
| 1-1-2021   | Scarlets — Dragons        | 20-3  |
| 1-1-2021   | Cardiff Blues — Ospreys   | 3-17  |
| 2-1-2021   | Benetton — Zebre          | 15-24 |
| 2-1-2021   | Edimburgo — Glasgow       | 10-7  |
| 2-1-2021   | Ulster — Munster          | 15-10 |
| 2-1-2021   | Leinster — Connacht       | 24-35 |
|            |                           |       |
|            | 13ª giornata              |       |
| 26-2-2021  | Benetton — Connacht       | 17-19 |
| 26-2-2021  | Cardiff Blues — Munster   | 11-20 |
| 26-2-2021  | Ulster — Ospreys          | 21-7  |
| 27-2-2021  | Edimburgo — Scarlets      | 25-27 |
| 27-2-2021  | Zebre — Dragons           | 26-15 |
| 28-2-2021  | Leinster — Glasgow        | 40-21 |
|            |                           |       |
|            | 16ª giornata              |       |
| 19-3-2021  | Munster — Benetton        | 31-17 |
| 19-3-2021  | Leinster — Ospreys        | 19-24 |
| 19-3-2021  | Ulster — Zebre            | 49-3  |
| 21-3-2021  | Dragons — Glasgow         | 26-17 |
| 22-3-2021  | Cardiff Blues — Edimburgo | 34-15 |
| 22-3-2021  | Scarlets — Connacht       | 41-36 |

|            | 2ª giornata               |       |
| ---------- | ------------------------- | ----- |
| 9-10-2020  | Dragons — Zebre           | 26-18 |
| 10-10-2020 | Ospreys — Ulster          | 12-24 |
| 10-10-2020 | Benetton — Leinster       | 25-37 |
| 10-10-2020 | Munster — Edimburgo       | 25-23 |
| 10-10-2020 | Cardiff Blues — Connacht  | 29-7  |
| 11-10-2020 | Glasgow — Scarlets        | 20-7  |
|            |                           |       |
|            | 5ª giornata               |       |
| 8-11-2020  | Ospreys — Leinster        | 7-26  |
| 8-11-2020  | Scarlets — Zebre          | 18-17 |
| 9-11-2020  | Edimburgo — Cardiff Blues | 18-0  |
| 9-11-2020  | Ulster — Glasgow          | 40-15 |
| 30-1-2021  | Benetton — Munster        | 16-18 |
| 5-2-2021   | Dragons — Connacht        | 20-30 |
|            |                           |       |
|            | 8ª giornata               |       |
| 29-11-2020 | Benetton — Dragons        | 19-26 |
| 29-11-2020 | Cardiff Blues — Glasgow   | 10-19 |
| 30-11-2020 | Munster — Zebre           | 52-3  |
| 30-11-2020 | Edimburgo — Ulster        | 14-43 |
| 24-1-2021  | Connacht — Ospreys        | 20-26 |
| 30-1-2021  | Scarlets — Leinster       | 25-52 |
|            |                           |       |
|            | 11ª giornata              |       |
| 8-1-2021   | Leinster — Ulster         | 24-12 |
| 9-1-2021   | Dragons — Ospreys         | 20-28 |
| 9-1-2021   | Connacht — Munster        | 10-16 |
| 9-1-2021   | Cardiff Blues — Scarlets  | 29-20 |
| 23-1-2021  | Zebre — Edimburgo         | 10-26 |
| 27-3-2021  | Glasgow — Benetton        | 46-25 |
|            |                           |       |
|            | 14ª giornata              |       |
| 22-1-2021  | Scarlets — Cardiff Blues  | 10-13 |
| 5-3-2021   | Munster — Connacht        | 20-17 |
| 6-3-2021   | Zebre — Glasgow           | 20-31 |
| 6-3-2021   | Ospreys — Dragons         | 20-31 |
| 6-3-2021   | Ulster — Leinster         | 19-38 |
| 7-3-2021   | Edimburgo — Benetton      | n/a   |

|            | 3ª giornata              |       |  |
| ---------- | ------------------------ | ----- |  |
| 23-10-2020 | Leinster — Zebre         | 63-8  |  |
| 23-10-2020 | Benetton — Scarlets      | 3-10  |  |
| 24-10-2020 | Ospreys — Glasgow        | 23-15 |  |
| 25-10-2020 | Ulster — Dragons         | 40-17 |  |
| 25-10-2020 | Edimburgo — Connacht     | 26-37 |  |
| 26-10-2020 | Munster — Cardiff Blues  | 38-27 |  |
|            |                          |       |  |
|            | 6ª giornata              |       |  |
| 14-11-2020 | Connacht — Scarlets      | 14-20 |  |
| 15-11-2020 | Munster — Ospreys        | 38-22 |  |
| 16-11-2020 | Zebre — Ulster           | 14-57 |  |
| 16-11-2020 | Leinster — Edimburgo     | 50-10 |  |
| 16-11-2020 | Cardiff Blues — Benetton | 22-5  |  |
| 5-12-2020  | Glasgow — Dragons        | 22-23 |  |
|            |                          |       |  |
|            | 9ª giornata              |       |  |
| 26-12-2020 | Dragons — Cardiff Blues  | 12-13 |  |
| 26-12-2020 | Ospreys — Scarlets       | 14-16 |  |
| 27-12-2020 | Connacht — Ulster        | 19-32 |  |
| 9-1-2021   | Zebre — Benetton         | 22-18 |  |
| 16-1-2021  | Glasgow — Edimburgo      | 23-22 |  |
| 23-1-2021  | Munster — Leinster       | 10-13 |  |
|            |                          |       |  |
|            | 12ª giornata             |       |  |
| 19-2-2021  | Glasgow — Ulster         | 13-19 |  |
| 19-2-2021  | Dragons — Leinster       | 29-35 |  |
| 20-2-2021  | Scarlets — Benetton      | 41-17 |  |
| 20-2-2021  | Ospreys — Zebre          | 10-0  |  |
| 20-2-2021  | Edimburgo — Munster      | 10-22 |  |
| 20-2-2021  | Connacht — Cardiff Blues | 32-17 |  |
|            |                          |       |  |
|            | 15ª giornata             |       |  |
| 12-3-2021  | Zebre — Leinster         | 31-48 |  |
| 12-3-2021  | Glasgow — Ospreys        | 30-25 |  |
| 12-3-2021  | Munster — Scarlets       | 28-10 |  |
| 13-3-2021  | Connacht — Edimburgo     | 14-15 |  |
| 13-3-2021  | Dragons — Ulster         | 22-26 |  |
| 14-3-2021  | Benetton — Cardiff Blues | 14-29 |  |

### Classifica girone A
| Pos | Squadra          | G  | V  | N | P  | PF  | PS  | DP   | BMP | Pt |
| --- | ---------------- | -- | -- | - | -- | --- | --- | ---- | --- | -- |
| 1   | Leinster         | 16 | 14 | 0 | 2  | 576 | 285 | +291 | 15  | 71 |
| 2   | Ulster           | 16 | 14 | 0 | 2  | 469 | 263 | +206 | 8   | 64 |
| 3   | Ospreys          | 16 | 8  | 0 | 8  | 301 | 318 | −17  | 4   | 36 |
| 4   | Glasgow Warriors | 16 | 6  | 0 | 10 | 335 | 377 | −42  | 6   | 30 |
| 5   | Dragons          | 16 | 6  | 0 | 10 | 315 | 394 | −79  | 5   | 29 |
| 6   | Zebre            | 16 | 4  | 0 | 12 | 237 | 508 | −271 | 1   | 17 |

### ClassificaconferenceB
| Pos | Squadra       | G  | V  | N | P  | PF  | PS  | DP   | BMP | Pt |
| --- | ------------- | -- | -- | - | -- | --- | --- | ---- | --- | -- |
| 1   | Munster       | 16 | 14 | 0 | 2  | 413 | 250 | +163 | 8   | 64 |
| 2   | Connacht      | 16 | 8  | 0 | 8  | 396 | 353 | +43  | 13  | 45 |
| 3   | Scarlets      | 16 | 8  | 0 | 8  | 319 | 333 | −14  | 7   | 39 |
| 4   | Cardiff Rugby | 16 | 8  | 0 | 8  | 265 | 284 | −19  | 4   | 36 |
| 5   | Edimburgo     | 15 | 6  | 0 | 9  | 247 | 344 | −97  | 5   | 29 |
| 6   | Benetton      | 15 | 0  | 0 | 15 | 251 | 415 | −164 | 7   | 7  |

## Finale
| Arbitro: | Mike Adamson |

| |              | |
| Conan 46’ | mt           | |
| R. Byrne 46’ | tr           | |
| R. Byrne 3’, 11’, 68’ | c.p.         | 13’, 40+1’ Carbery |
| · Keenan · Larmour · O’Loughlin · Henshaw · Kearney · 59’ 64’ R. Byrne · 75’ McGrath (c) · 52’ Healy · 69’ Kelleher · 52’ Porter · Toner · 59’ Fardy · 73’ Ruddock · v.d. Flier · Conan | Formazioni   | · Haley · Conway · Farrell · de Allende 73’ · Earls · Carbery 69’ · Murray 69’ · J. Cronin 51’ · N. Scannell 52’ · Ryan 51’ · Kleyn 69’ · Beirne · Coombes · O’Mahony (c) 48’ · Stander |
| · 69’ Tracy · 52’ E. Byrne · 52’ Furlong · 73’ Molony · 59’ Baird · 75’ Gibson-Park · 59’ 64’ Sexton                                                                                    | Sostituzioni | · O’Byrne 52’ · Kilcoyne 51’ · Archer 51’ · Holland 69’ · O’Donoghue 48’ · Casey 69’ · Hanrahan 69’ · R. Scannell 73’                                                                   |
| Leo Cullen | Allenatori   | Johann van Graan |

## Verdetti
- Leinster: Campione del Pro14.
- Leinster, Ulster, Ospreys, Glasgow Warriors, Munster, Connacht, Scarlets, Cardiff Rugby: qualificate alla Champions Cup 2021-22.
- Dragons, Zebre, Edimburgo, Benetton: qualificate alla Challenge Cup 2021-22.